# Ľubietová, Banská Bystrica
Ľubietová este o comună slovacă, aflată în districtul Banská Bystrica din regiunea Banská Bystrica. Localitatea se află la altitudinea de 471 m deasupra n.m., se întinde pe o suprafață de 61,04 km2 și în 2017 număra 1.212 locuitori.

## Istoric
Localitatea Ľubietová este atestată documentar din 1241.

## Demografie
| An:                | 1994 | 2004   | 2014    | 2024   |
| ------------------ | ---- | ------ | ------- | ------ |
| Număr de persoane: | 974  | 986    | 1171    | 1269   |
| Diferență:         |      | +1,23% | +18,76% | +8,36% |

| An:                | 2023 | 2024   |
| ------------------ | ---- | ------ |
| Număr de persoane: | 1278 | 1269   |
| Diferență:         |      | −0,70% |